# Эбергард, Андрей Августович
Андре́й А́вгустович Эберга́рд (9 ноября 1856, Патры, Королевство Греция — 19 апреля 1919, Петроград, РСФСР) — русский военно-морской и государственный деятель, адмирал (14 апреля 1913), командующий Морскими силами Чёрного моря (до июня 1916 года).

## Биография
Родился 9 ноября 1856 года в семье русского консула в Пелопоннесе (Греция). В 1878 году окончил Морской кадетский корпус. В 1882—1884 годах — старший флаг-офицер при командующем отрядом судов в Тихом океане контр-адмирале Н. В. Копытове. С 1886 года — адъютант управляющего Морским министерством адмирала И. А. Шестакова, с 1891 — старший флаг-офицер штаба начальника Тихоокеанской эскадры вице-адмирала П. П. Тыртова. В 1894—1896 годах — морской агент в Турции.
На Чёрном море — старший офицер мореходной канонерской лодки «Донец» (1896—1897), эскадренных броненосцев «Екатерина II» (1897—1898), «Чесма» (1898—1899). В 1898 году переведён на Дальний Восток, командир мореходной канонерской лодки «Манджур» (1899—1901), временно командовал крейсером I ранга «Адмирал Нахимов» в русско-китайской войне 1900 года. С 6 декабря 1902 года — капитан 1 ранга, с 1 января 1903 — флаг-капитан штаба начальника эскадры Тихого океана.

### Русско-японская война
С 6 марта 1904 года — в распоряжении наместника Его Величества на Дальнем Востоке Е. И. Алексеева, 3 марта назначен флаг-капитаном в Морской походный штаб наместника, с 23 апреля — исправляющий должность начальника Морского походного штаба наместника. Высочайшим приказом от 12 апреля назначен командиром эскадренного броненосца «Цесаревич», однако в должность не вступал, 22 апреля выехал из крепости вместе с Е. И. Алексеевым.
Командир эскадренных броненосцев «Император Александр II» (1905—1906), «Пантелеймон» (1906). В 1906—1907 годах — помощник начальника Главного морского штаба, с 1907 года — контр-адмирал. С 1908 по 1911 год — начальник Морского генерального штаба, в 1909 году произведён в вице-адмиралы.

### Первая мировая война и последние годы жизни
С 1911 года — командующий Морскими силами Чёрного моря. Флот под его командованием свёл к минимуму операции самых современных кораблей противника «Гёбен» и «Бреслау», практически полностью парализовал турецкое торговое судоходство в Чёрном море и обеспечил блокаду Босфора, совместно с армией добился решительной победы в ходе Трапезундской операции. Но в Ставке он имел довольно много недоброжелателей, обвинявших его в бездействии.
В конце июня 1916 года был снят с должности Николаем II по докладу начальника Морского генерального штаба адмирала А. И. Русина, безосновательно обвинившего командование Черноморским флотом в бездействии и отдаче инициативы противнику. Непосредственным поводом к снятию Эбергарда стала неудачная попытка сил Черноморского флота перехватить в море «Гёбен» и «Бреслау», выходившими в июле 1916 года в море в рейд против русского судоходства. По представлению И. К. Григоровича был заменён вице-адмиралом А. В. Колчаком, и назначен членом Государственного совета. Уволен в отставку как и все чины Армии и Флота 13 декабря 1917 года.
Жил в Петрограде. В 1918 году арестовывался ЧК, но вскоре был освобождён. Скончался 19 апреля 1919 года в Петрограде, похоронен на Новодевичьем кладбище.
В честь А. А. Эбергарда назван мыс Эбергарда [Калгванчхи] (Японское море, полуостров Корея, 39°34′ с.ш., 127°34′ в.д., мыс обследован в 1893 году экипажем корвета «Витязь», тогда же присвоено название мысу).

## Мнения современников
Двужильный старик — звали мы его. Высоко образованный моряк, с благородной душой и рыцарским сердцем, старый холостяк, лингвист, и, как говорила молва, — женоненавистник. Человек государственного ума и огромного опыта. Флот его любил и почитал. Все глубоко жалели, когда он ушёл. С мостика корабля он попал прямо в кресло Государственного совета.
— А. П. Лукин. Флот.

## Награды
- Орден Святого Станислава
  - 3-й степени (1885)
  - 2-й степени (1893)
  - 1-й степени (1908)
- Орден Святой Анны
  - 3-й степени (1887)
  - 2-й степени (06.12.1898)
  - 1-й степени (1911)
- Орден Святого Владимира
  - 4-й степени с мечами и бантом (28.12.1900)
  - 3-й степени с мечами (27.11.1904)
  - 2-й степени (06.12.1913)
    - Мечи к ордену Святого Владимира 2-й степени (27.07.1915)
- Золотая сабля с надписью «За храбрость» (14.03.1904)
- Орден Белого орла с мечами (17.11.1914)
- Орден Святого Александра Невского с мечами (10.04.1916)
  - Бриллиантовые знаки к ордену Святого Александра Невского с мечами (28.06.1916)
- Медаль «В память царствования императора Александра III» (1896)
- Медаль «В память коронации Императора Николая II» (1898)
- Медаль «За поход в Китай» (1902)
- Медаль «В память русско-японской войны» (1906)
- Медаль Красного Креста «В память русско-японской войны»
- Медаль «В память 300-летия царствования дома Романовых» (1913)
- Крест «За Порт-Артур» (1914)
- Медаль «В память 200-летия морского сражения при Гангуте» (1915)
- Медаль «За труды по отличному выполнению всеобщей мобилизации 1914» (1915)

Иностранные:
- Японский орден Восходящего солнца 4-й степени (1886)
- Прусский орден Красного орла 3-й степени (1890)
- Французский орден Почётного легиона
  - кавалер (1891)
  - командор (13.10.1908)
  - великий офицер (21.03.1916)
- Турецкий орден Меджидие 4-й степени (26.12.1894)
- Японский орден Священного сокровища 3-й степени (31.07.1895)
- Французский орден Дракона Аннама, командор (24.12.1901)
- Греческий орден Спасителя, великий командор (11.02.1908)
- Итальянский орден Короны Италии, большой крест (10.03.1908)
- Шведский орден Меча, командор 1-го класса (20.10.1908)
- Британский орден Святых Михаила и Георгия, большой крест (18.01.1916)